# Itakh
Ītākh al-Khazarī o Ītākh al-Ṭabbākh (cioè "Il cuoco") (in arabo إيتاخ الخزري ‎?; ... – 849) fu un comandante in capo dell'esercito califfale costituito con elementi "turchi" dal califfo abbaside al-Muʿtaṣim.
Come mostra la sua nisba, Ītākh era un Cazaro d'origine, e si diceva che egli avesse lavorato come cuoco prima di essere acquistato da al-Muʿtaṣim intorno all'819. 
Durante il califfato di al-Mutawakkil (reg. 847-861), il potere di Ītākh divenne una minaccia per l'autorità califfale, che al-Mutawakkil voleva decisamente esprimere. Considerando che, quando non era ancora califfo, Ītākh lo aveva spesso dileggiato e avvilito e al-Mutawakkil lo fece catturare, torturare e mettere a morte nell'849.